# Autoplusia aberrans
Autoplusia aberrans är en fjärilsart som beskrevs av Embrik Strand 1917. Autoplusia aberrans ingår i släktet Autoplusia och familjen nattflyn. Inga underarter finns listade i Catalogue of Life.